# William Edward Frost
Pour les articles homonymes, voir Frost.
William Edward Frost, né en septembre 1810 à Wandsworth (Surrey) et mort le 4 juin 1877 à Londres, est un peintre et graveur anglais.

## Biographie
Fils de James et de Elizabeth Frost, il est né à Wandsworth dans le Surrey en septembre 1810 et est baptisé le 4 novembre à l'église All Saints de Wandsworth (en).
Vers 1825, William Etty lui conseille d'étudier avec Henry Sass (1788-1844) et de dessiner au British Museum. William Edward Frost est fortement influencé par les œuvres de William Etty. En 1829, il entre à la Royal Academy à Londres.
Également graveur à l'eau-forte, Frost a été membre de The Etching Club, à Londres.
En 1839, il obtient la médaille d'or de la Royal Academy pour son Prometheus bound by Force and Strength. Una and the Satyrs est également un succès. Vers 1830 jusqu'aux environs de 1845, il peint plus de 300 portraits.
Son œuvre Una and the Wood-Nymphs (1847) est achetée par la reine Victoria.
William Edward Frost meurt le 4 juin 1877 à Londres.